# Edmund Minahan
Edmund Joseph Minahan (Springfield, 10 dicembre 1882 – East Orange, 20 maggio 1958) è stato un velocista statunitense.
Soprannominato Cotton, prese parte ai Giochi olimpici di Parigi 1900 nelle gare dei 60 metri piani e 100 metri piani. Nella prima gara riuscì ad ottenere il quarto posto mentre nei 100 metri fu eliminato in semifinale.